# Tigaon
Tigaon è una municipalità di quarta classe delle Filippine, situata nella Provincia di Camarines Sur, nella Regione del Bicol.
Tigaon è formata da 23 baranggay:
- Abo
- Cabalinadan
- Caraycayon
- Casuna
- Consocep
- Coyaoyao
- Gaao
- Gingaroy
- Gubat
- Huyonhuyon
- Libod
- Mabalodbalod
- May-Anao
- Panagan
- Poblacion
- Salvacion
- San Antonio
- San Francisco
- San Miguel
- San Rafael
- Talojongon
- Tinawagan
- Vinagre